# Élections cantonales de 1992 dans la Seine-Maritime
Les élections cantonales ont eu lieu les 22 mars et 29 mars 1992.
Lors de ces élections, 34 des 69 cantons de la Seine-Maritime ont été renouvelés. Elles ont vu la reconduction de la majorité UDF dirigée par Jean Lecanuet, président du conseil général depuis 1974.

## Résultats à l’échelle du département
Répartition départementale des résultats (2e tour).
- PCF (14,38 %)
- PS (29,34 %)
- PRG (0,99 %)
- Majorité (5,71 %)
- Verts (1,14 %)
- RPR (21,52 %)
- UDF (22,27 %)
- DVD (3,43 %)
- FN (1,21 %)

| Étiquette      | Étiquette                          | Premier tour | Premier tour | Second tour | Second tour | Sièges |
| Étiquette      | Étiquette                          | Voix         | %            | Voix        | %           | Sièges |
| -------------- | ---------------------------------- | ------------ | ------------ | ----------- | ----------- | ------ |
|                | Parti socialiste                   | 55 512       | 22,31        | 50 857      | 29,34       | 3      |
|                | Parti communiste français          | 32 613       | 13,10        | 24 931      | 14,38       | 5      |
|                | Majorité présidentielle            | 9 964        | 4,00         | 9 906       | 5,71        | 3      |
|                | Parti radical de gauche            | 2 032        | 0,82         | 1 716       | 0,99        | 0      |
|                | Extrême gauche                     | 86           | 0,03         |             |             |        |
| Gauche         | Gauche                             | 100 207      | 40,26        | 87 410      | 50,42       | 11     |
|                |                                    |              |              |             |             |        |
|                | Union pour la démocratie française | 46 241       | 18,58        | 38 604      | 22,27       | 15     |
|                | Rassemblement pour la République   | 34 941       | 14,04        | 37 309      | 21,52       | 5      |
|                | Front national                     | 26 114       | 10,49        | 2 098       | 1,21        | 0      |
|                | Divers droite                      | 14 027       | 5,64         | 5 941       | 3,43        | 3      |
| Droite         | Droite                             | 121 323      | 48,75        | 83 952      | 48,43       | 23     |
|                |                                    |              |              |             |             |        |
|                | Les Verts                          | 20 010       | 8,04         | 1 978       | 1,14        | 0      |
|                | Génération écologie                | 7 329        | 2,94         |             |             |        |
| Écologistes    | Écologistes                        | 27 339       | 10,98        | 1 978       | 1,14        | 0      |
|                |                                    |              |              |             |             |        |
| Inscrits       | Inscrits                           | 367 579      | 100,00       | 309 398     | 100,00      |        |
| Abstention     | Abstention                         | 106 427      | 28,95        | 120 089     | 38,81       |        |
| Votants        | Votants                            | 261 152      | 71,05        | 189 309     | 61,19       |        |
| Blancs et nuls | Blancs et nuls                     | 12 283       | 4,70         | 15 969      | 8,44        |        |
| Exprimés       | Exprimés                           | 248 869      | 95,30        | 173 340     | 91,56       |        |

## Résultats par canton

### Canton d'Aumale
| Candidats      | Candidats            | Étiquette      | Premier tour | Premier tour | Second tour | Second tour |
| Candidats      | Candidats            | Étiquette      | Voix         | %            | Voix        | %           |
| -------------- | -------------------- | -------------- | ------------ | ------------ | ----------- | ----------- |
|                | Pierre-Marie Duhamel | UDF            | 971          | 25,43        | 1 274       | 33,82       |
|                | Marcel Fourquez*     | DVD            | 933          | 24,43        | 1 416       | 37,59       |
|                | Bernard Munin        | PS             | 830          | 21,73        | 1 077       | 28,59       |
|                | Marcelle Lenois      | DVD            | 317          | 8,30         |             |             |
|                | Robert Basquin       | FN             | 274          | 7,17         |             |             |
|                | Gérard Lavenu        | Verts          | 229          | 6,00         |             |             |
|                | Jean Dhermy          | DVD            | 202          | 5,29         |             |             |
|                | Jacqueline Lefebvre  | PCF            | 63           | 1,65         |             |             |
|                |                      |                |              |              |             |             |
| Inscrits       | Inscrits             | Inscrits       | 5 195        | 100,00       | 5 193       | 100,00      |
| Abstention     | Abstention           | Abstention     | 1 205        | 23,20        | 1 315       | 25,32       |
| Votants        | Votants              | Votants        | 3 990        | 76,80        | 3 878       | 74,68       |
| Blancs et nuls | Blancs et nuls       | Blancs et nuls | 171          | 4,29         | 111         | 2,86        |
| Exprimés       | Exprimés             | Exprimés       | 3 819        | 95,71        | 3 767       | 97,14       |

*sortant

### Canton de Bacqueville-en-Caux
| Candidats      | Candidats           | Étiquette      | Premier tour | Premier tour |
| Candidats      | Candidats           | Étiquette      | Voix         | %            |
| -------------- | ------------------- | -------------- | ------------ | ------------ |
|                | Daniel Renault*     | RPR            | 3 349        | 59,43        |
|                | Yves Begos          | PS             | 1 627        | 28,87        |
|                | Jean-Claude Pesquet | PCF            | 364          | 6,46         |
|                | Jeanine Dezaille    | FN             | 295          | 5,24         |
|                |                     |                |              |              |
| Inscrits       | Inscrits            | Inscrits       | 7 524        | 100,00       |
| Abstention     | Abstention          | Abstention     | 1 582        | 21,03        |
| Votants        | Votants             | Votants        | 5 942        | 78,97        |
| Blancs et nuls | Blancs et nuls      | Blancs et nuls | 307          | 5,17         |
| Exprimés       | Exprimés            | Exprimés       | 5 635        | 94,83        |

*sortant

### Canton de Bellencombre
| Candidats      | Candidats          | Étiquette      | Premier tour | Premier tour |
| Candidats      | Candidats          | Étiquette      | Voix         | %            |
| -------------- | ------------------ | -------------- | ------------ | ------------ |
|                | Annick Bocandé*    | UDF            | 2 039        | 55,50        |
|                | Bruno Dechamps     | PS             | 754          | 20,52        |
|                | Claude Delaporte   | FN             | 337          | 9,17         |
|                | Jean-Michel Dubosc | Verts          | 293          | 7,97         |
|                | Jacques Duquesne   | DVD            | 148          | 4,03         |
|                | André Fritier      | PCF            | 103          | 2,80         |
|                |                    |                |              |              |
| Inscrits       | Inscrits           | Inscrits       | 4 990        | 100,00       |
| Abstention     | Abstention         | Abstention     | 1 158        | 23,21        |
| Votants        | Votants            | Votants        | 3 832        | 76,79        |
| Blancs et nuls | Blancs et nuls     | Blancs et nuls | 158          | 4,12         |
| Exprimés       | Exprimés           | Exprimés       | 3 674        | 95,88        |

*sortant

### Canton de Blangy-sur-Bresle
| Candidats      | Candidats         | Étiquette      | Premier tour | Premier tour | Second tour | Second tour |
| Candidats      | Candidats         | Étiquette      | Voix         | %            | Voix        | %           |
| -------------- | ----------------- | -------------- | ------------ | ------------ | ----------- | ----------- |
|                | Pierre Loin*      | UDF            | 2 532        | 43,59        | 3 159       | 55,29       |
|                | Claude Vialaret   | PS             | 2 066        | 35,57        | 2 555       | 44,71       |
|                | Joël Duchaussoy   | FN             | 515          | 8,87         |             |             |
|                | Pierre Lapostolle | Verts          | 409          | 7,04         |             |             |
|                | Francois Druine   | PCF            | 287          | 4,94         |             |             |
|                |                   |                |              |              |             |             |
| Inscrits       | Inscrits          | Inscrits       | 7 998        | 100,00       | 7 998       | 100,00      |
| Abstention     | Abstention        | Abstention     | 1 840        | 23,01        | 1 995       | 24,94       |
| Votants        | Votants           | Votants        | 6 158        | 76,99        | 6 003       | 75,06       |
| Blancs et nuls | Blancs et nuls    | Blancs et nuls | 349          | 5,67         | 289         | 4,81        |
| Exprimés       | Exprimés          | Exprimés       | 5 809        | 94,33        | 5 714       | 95,19       |

*sortant

### Canton de Cany-Barville
| Candidats      | Candidats         | Étiquette      | Premier tour | Premier tour |
| Candidats      | Candidats         | Étiquette      | Voix         | %            |
| -------------- | ----------------- | -------------- | ------------ | ------------ |
|                | Didier Jouanne*   | DVD            | 2 239        | 50,22        |
|                | Pierre Mius       | PS             | 1 659        | 37,21        |
|                | Anne Danjou       | FN             | 339          | 7,60         |
|                | Michel Masdebrieu | PCF            | 221          | 4,96         |
|                |                   |                |              |              |
| Inscrits       | Inscrits          | Inscrits       | 6 308        | 100,00       |
| Abstention     | Abstention        | Abstention     | 1 635        | 25,92        |
| Votants        | Votants           | Votants        | 4 673        | 74,08        |
| Blancs et nuls | Blancs et nuls    | Blancs et nuls | 215          | 4,60         |
| Exprimés       | Exprimés          | Exprimés       | 4 458        | 95,40        |

*sortant

### Canton de Criquetot-l'Esneval
| Candidats      | Candidats           | Étiquette      | Premier tour | Premier tour |
| Candidats      | Candidats           | Étiquette      | Voix         | %            |
| -------------- | ------------------- | -------------- | ------------ | ------------ |
|                | Charles Revet*      | UDF            | 3 763        | 51,80        |
|                | Hervé Lepilleur     | PS             | 2 534        | 34,88        |
|                | Annette Boutault    | FN             | 545          | 7,50         |
|                | Jean-Claude Legrand | PCF            | 422          | 5,81         |
|                |                     |                |              |              |
| Inscrits       | Inscrits            | Inscrits       | 9 608        | 100,00       |
| Abstention     | Abstention          | Abstention     | 2 048        | 21,32        |
| Votants        | Votants             | Votants        | 7 560        | 78,68        |
| Blancs et nuls | Blancs et nuls      | Blancs et nuls | 296          | 3,92         |
| Exprimés       | Exprimés            | Exprimés       | 7 264        | 96,08        |

*sortant

### Canton de Darnetal
| Candidats      | Candidats           | Étiquette      | Premier tour | Premier tour | Second tour | Second tour |
| Candidats      | Candidats           | Étiquette      | Voix         | %            | Voix        | %           |
| -------------- | ------------------- | -------------- | ------------ | ------------ | ----------- | ----------- |
|                | Geneviève Preterre* | UDF            | 4 582        | 41,63        | 5 862       | 62,02       |
|                | Bernard Jeanne      | PS             | 2 501        | 22,72        | 3 590       | 37,98       |
|                | Claude Lamache      | FN             | 1 460        | 13,27        |             |             |
|                | Dino Tonini         | Verts          | 1 331        | 12,09        |             |             |
|                | Claude Laine        | PCF            | 1 132        | 10,29        |             |             |
|                |                     |                |              |              |             |             |
| Inscrits       | Inscrits            | Inscrits       | 16 728       | 100,00       | 16 728      | 100,00      |
| Abstention     | Abstention          | Abstention     | 5 226        | 31,24        | 6 588       | 39,38       |
| Votants        | Votants             | Votants        | 11 502       | 68,76        | 10 140      | 60,62       |
| Blancs et nuls | Blancs et nuls      | Blancs et nuls | 496          | 4,31         | 688         | 6,79        |
| Exprimés       | Exprimés            | Exprimés       | 11 006       | 95,69        | 9 452       | 93,21       |

*sortant

### Canton de Dieppe-Est
| Candidats      | Candidats             | Étiquette      | Premier tour | Premier tour | Second tour | Second tour |
| Candidats      | Candidats             | Étiquette      | Voix         | %            | Voix        | %           |
| -------------- | --------------------- | -------------- | ------------ | ------------ | ----------- | ----------- |
|                | Daniel Lefèvre*       | RPR            | 3 760        | 43,06        | 5 162       | 65,30       |
|                | Christian Cuvilliez   | PCF            | 1 965        | 22,50        | 2 743       | 34,70       |
|                | Jean-Claude Chauviere | PS             | 1 381        | 15,81        | Retrait     | Retrait     |
|                | Ghislaine Polet       | Verts          | 837          | 9,58         |             |             |
|                | Edgar Planchons       | FN             | 790          | 9,05         |             |             |
|                |                       |                |              |              |             |             |
| Inscrits       | Inscrits              | Inscrits       | 13 398       | 100,00       | 13 418      | 100,00      |
| Abstention     | Abstention            | Abstention     | 4 153        | 31,00        | 4 897       | 36,50       |
| Votants        | Votants               | Votants        | 9 245        | 69,00        | 8 521       | 63,50       |
| Blancs et nuls | Blancs et nuls        | Blancs et nuls | 512          | 5,54         | 616         | 7,23        |
| Exprimés       | Exprimés              | Exprimés       | 8 733        | 94,46        | 7 905       | 92,77       |

*sortant

### Canton de Duclair
| Candidats      | Candidats        | Étiquette      | Premier tour | Premier tour | Second tour | Second tour |
| Candidats      | Candidats        | Étiquette      | Voix         | %            | Voix        | %           |
| -------------- | ---------------- | -------------- | ------------ | ------------ | ----------- | ----------- |
|                | Bernard Léger    | PS             | 3 029        | 25,33        | 5 759       | 56,02       |
|                | Roland Paris     | PCF            | 2 140        | 17,90        | Retrait     | Retrait     |
|                | Francis Edde     | RPR            | 1 777        | 14,86        | 4 521       | 43,98       |
|                | Joseph Mace      | DVD            | 1 493        | 12,49        |             |             |
|                | Patrick Dardenne | Verts          | 1 304        | 10,90        |             |             |
|                | Christian Lerick | FN             | 1 034        | 8,65         |             |             |
|                | Patrice Robin    | DVD            | 757          | 6,33         |             |             |
|                | Bernard Thenard  | PRG            | 424          | 3,55         |             |             |
|                |                  |                |              |              |             |             |
| Inscrits       | Inscrits         | Inscrits       | 16 758       | 100,00       | 16 756      | 100,00      |
| Abstention     | Abstention       | Abstention     | 4 153        | 24,78        | 5 621       | 33,55       |
| Votants        | Votants          | Votants        | 12 605       | 75,22        | 11 135      | 66,45       |
| Blancs et nuls | Blancs et nuls   | Blancs et nuls | 647          | 5,13         | 855         | 7,68        |
| Exprimés       | Exprimés         | Exprimés       | 11 958       | 94,87        | 10 280      | 92,32       |

### Canton de Fauville-en-Caux
| Candidats      | Candidats           | Étiquette      | Premier tour | Premier tour | Second tour | Second tour |
| Candidats      | Candidats           | Étiquette      | Voix         | %            | Voix        | %           |
| -------------- | ------------------- | -------------- | ------------ | ------------ | ----------- | ----------- |
|                | Michel Poimboeuf    | PRG            | 1 397        | 32,92        | 1 716       | 43,48       |
|                | Jean-François Mayer | PS             | 1 378        | 32,47        | 2 227       | 56,42       |
|                | Marcel Thery        | RPR            | 1 053        | 24,81        | 4           | 0,10        |
|                | Bernard Malochet    | FN             | 244          | 5,75         |             |             |
|                | Philippe Guilbert   | PCF            | 172          | 4,05         |             |             |
|                |                     |                |              |              |             |             |
| Inscrits       | Inscrits            | Inscrits       | 5 465        | 100,00       | 5 465       | 100,00      |
| Abstention     | Abstention          | Abstention     | 1 027        | 18,79        | 1 209       | 22,12       |
| Votants        | Votants             | Votants        | 4 438        | 81,21        | 4 256       | 77,88       |
| Blancs et nuls | Blancs et nuls      | Blancs et nuls | 194          | 4,37         | 309         | 7,26        |
| Exprimés       | Exprimés            | Exprimés       | 4 244        | 95,63        | 3 947       | 92,74       |

### Canton de Fécamp
| Candidats      | Candidats            | Étiquette      | Premier tour | Premier tour | Second tour | Second tour |
| Candidats      | Candidats            | Étiquette      | Voix         | %            | Voix        | %           |
| -------------- | -------------------- | -------------- | ------------ | ------------ | ----------- | ----------- |
|                | Jean-Claude Michel   | PS             | 3 975        | 30,00        | 5 451       | 44,92       |
|                | Jean-Pierre Deneuve* | UDF            | 3 607        | 27,22        | 6 655       | 54,84       |
|                | Francois Glenisson   | DVD            | 2 426        | 18,31        | 30          | 0,25        |
|                | Claude Courbot       | FN             | 1 340        | 10,11        |             |             |
|                | Thérèse Rollet       | Verts          | 693          | 5,23         |             |             |
|                | Josiane Kharo        | PCF            | 615          | 4,64         |             |             |
|                | Pascal Vaudry        | GE             | 594          | 4,48         |             |             |
|                |                      |                |              |              |             |             |
| Inscrits       | Inscrits             | Inscrits       | 19 970       | 100,00       | 19 970      | 100,00      |
| Abstention     | Abstention           | Abstention     | 6 122        | 30,66        | 7 010       | 35,10       |
| Votants        | Votants              | Votants        | 13 848       | 69,34        | 12 960      | 64,90       |
| Blancs et nuls | Blancs et nuls       | Blancs et nuls | 598          | 4,32         | 824         | 6,36        |
| Exprimés       | Exprimés             | Exprimés       | 13 250       | 95,68        | 12 136      | 93,64       |

*sortant

### Canton de Fontaine-le-Dun
| Candidats      | Candidats               | Étiquette      | Premier tour | Premier tour | Second tour | Second tour |
| Candidats      | Candidats               | Étiquette      | Voix         | %            | Voix        | %           |
| -------------- | ----------------------- | -------------- | ------------ | ------------ | ----------- | ----------- |
|                | Marie-Bernard Ducroix   | PS             | 818          | 29,01        | 1 414       | 52,55       |
|                | Jean-Francois Roulland* | RPR            | 676          | 23,97        | 1 277       | 47,45       |
|                | Dominique Delaporte     | DVD            | 657          | 23,30        | Retrait     | Retrait     |
|                | Yves Lefrique           | DVD            | 385          | 13,65        | Retrait     | Retrait     |
|                | Régine Lemaitre         | FN             | 119          | 4,22         |             |             |
|                | Francois Ciesielski     | EXG            | 86           | 3,05         |             |             |
|                | Jean-Pierre Perier      | PCF            | 79           | 2,80         |             |             |
|                |                         |                |              |              |             |             |
| Inscrits       | Inscrits                | Inscrits       | 3 556        | 100,00       | 3 556       | 100,00      |
| Abstention     | Abstention              | Abstention     | 627          | 17,63        | 674         | 18,95       |
| Votants        | Votants                 | Votants        | 2 929        | 82,37        | 2 882       | 81,05       |
| Blancs et nuls | Blancs et nuls          | Blancs et nuls | 109          | 3,72         | 191         | 6,63        |
| Exprimés       | Exprimés                | Exprimés       | 2 820        | 96,28        | 2 691       | 93,37       |

*sortant

### Canton de Gonfreville-l'Orcher
| Candidats      | Candidats          | Étiquette      | Premier tour | Premier tour | Second tour | Second tour |
| Candidats      | Candidats          | Étiquette      | Voix         | %            | Voix        | %           |
| -------------- | ------------------ | -------------- | ------------ | ------------ | ----------- | ----------- |
|                | Gérard Eude*       | PCF            | 3 839        | 41,12        | 4 744       | 59,83       |
|                | Annie Guillemet    | RPR            | 2 052        | 21,98        | 3 185       | 40,17       |
|                | Hélène Ferrand     | PS             | 1 085        | 11,62        |             |             |
|                | Gérard Bortheiser  | FN             | 992          | 10,62        |             |             |
|                | Joël Vallette      | Verts          | 786          | 8,42         |             |             |
|                | Jean-Marie Hermier | GE             | 583          | 6,24         |             |             |
|                |                    |                |              |              |             |             |
| Inscrits       | Inscrits           | Inscrits       | 13 542       | 100,00       | 13 538      | 100,00      |
| Abstention     | Abstention         | Abstention     | 3 754        | 27,72        | 4 978       | 36,77       |
| Votants        | Votants            | Votants        | 9 788        | 72,28        | 8 560       | 63,23       |
| Blancs et nuls | Blancs et nuls     | Blancs et nuls | 451          | 4,61         | 631         | 7,37        |
| Exprimés       | Exprimés           | Exprimés       | 9 337        | 95,39        | 7 929       | 92,63       |

*sortant

### Canton de Grand-Couronne
| Candidats      | Candidats          | Étiquette      | Premier tour | Premier tour | Second tour | Second tour |
| Candidats      | Candidats          | Étiquette      | Voix         | %            | Voix        | %           |
| -------------- | ------------------ | -------------- | ------------ | ------------ | ----------- | ----------- |
|                | Marc Massion*      | PS             | 4 229        | 33,51        | 5 273       | 100,00      |
|                | Patrice Dupray     | PCF            | 2 127        | 16,86        | Retrait     | Retrait     |
|                | Laurent Gineste    | RPR            | 1 820        | 14,42        |             |             |
|                | Bernard Mazier     | FN             | 1 780        | 14,11        |             |             |
|                | André Letourneur   | Verts          | 1 456        | 11,54        |             |             |
|                | Dominique Aupierre | GE             | 1 207        | 9,56         |             |             |
|                |                    |                |              |              |             |             |
| Inscrits       | Inscrits           | Inscrits       | 18 469       | 100,00       | 18 471      | 100,00      |
| Abstention     | Abstention         | Abstention     | 5 023        | 27,20        | 9 666       | 52,33       |
| Votants        | Votants            | Votants        | 13 446       | 72,80        | 8 805       | 47,67       |
| Blancs et nuls | Blancs et nuls     | Blancs et nuls | 827          | 6,15         | 3 532       | 40,11       |
| Exprimés       | Exprimés           | Exprimés       | 12 619       | 93,85        | 5 273       | 59,89       |

*sortant

### Canton du Havre-3
| Candidats      | Candidats        | Étiquette      | Premier tour | Premier tour | Second tour | Second tour |
| Candidats      | Candidats        | Étiquette      | Voix         | %            | Voix        | %           |
| -------------- | ---------------- | -------------- | ------------ | ------------ | ----------- | ----------- |
|                | Gérard Heuze*    | PCF            | 2 712        | 26,78        | 4 101       | 51,67       |
|                | Michel Segain    | RPR            | 2 449        | 24,18        | 3 836       | 48,33       |
|                | Claude Poirier   | PS             | 1 716        | 16,94        | Retrait     | Retrait     |
|                | Patrick Verneuil | FN             | 1 565        | 15,45        |             |             |
|                | Patrick Billard  | Verts          | 918          | 9,06         |             |             |
|                | Jean-Marc Autret | GE             | 767          | 7,57         |             |             |
|                |                  |                |              |              |             |             |
| Inscrits       | Inscrits         | Inscrits       | 16 179       | 100,00       | 16 178      | 100,00      |
| Abstention     | Abstention       | Abstention     | 5 419        | 33,49        | 7 388       | 45,67       |
| Votants        | Votants          | Votants        | 10 760       | 66,51        | 8 790       | 54,33       |
| Blancs et nuls | Blancs et nuls   | Blancs et nuls | 633          | 5,88         | 853         | 9,70        |
| Exprimés       | Exprimés         | Exprimés       | 10 127       | 94,12        | 7 937       | 90,30       |

*sortant

### Canton du Havre-4
| Candidats      | Candidats            | Étiquette      | Premier tour | Premier tour | Second tour | Second tour |
| Candidats      | Candidats            | Étiquette      | Voix         | %            | Voix        | %           |
| -------------- | -------------------- | -------------- | ------------ | ------------ | ----------- | ----------- |
|                | Antoine Rufenacht*   | RPR            | 2 976        | 47,33        | 3 362       | 67,63       |
|                | Nicole Le Foll       | PS             | 979          | 15,57        | 1 609       | 32,37       |
|                | Guy Bourle           | FN             | 768          | 12,21        |             |             |
|                | Jean-Pierre Sceaux   | PCF            | 622          | 9,89         |             |             |
|                | Patrick Saint-Martin | GE             | 489          | 7,78         |             |             |
|                | Yves Dupont          | Verts          | 454          | 7,22         |             |             |
|                |                      |                |              |              |             |             |
| Inscrits       | Inscrits             | Inscrits       | 10 039       | 100,00       | 10 040      | 100,00      |
| Abstention     | Abstention           | Abstention     | 3 505        | 34,91        | 4 667       | 46,48       |
| Votants        | Votants              | Votants        | 6 534        | 65,09        | 5 373       | 53,52       |
| Blancs et nuls | Blancs et nuls       | Blancs et nuls | 246          | 3,76         | 402         | 7,48        |
| Exprimés       | Exprimés             | Exprimés       | 6 288        | 96,24        | 4 971       | 92,52       |

*sortant

### Canton du Havre-9
| Candidats      | Candidats         | Étiquette      | Premier tour | Premier tour | Second tour | Second tour |
| Candidats      | Candidats         | Étiquette      | Voix         | %            | Voix        | %           |
| -------------- | ----------------- | -------------- | ------------ | ------------ | ----------- | ----------- |
|                | Michel Barrier*   | PCF            | 2 341        | 27,28        | 3 270       | 44,71       |
|                | Agathe Cahierre   | UDF            | 2 037        | 23,74        | 2 731       | 37,34       |
|                | Philippe Beaudet  | FN             | 1 575        | 18,35        | 1 312       | 17,94       |
|                | Bernard Delattre  | PS             | 1 282        | 14,94        |             |             |
|                | Pierre Dieulafait | Verts          | 731          | 8,52         |             |             |
|                | Denis Gueret      | GE             | 615          | 7,17         |             |             |
|                |                   |                |              |              |             |             |
| Inscrits       | Inscrits          | Inscrits       | 14 612       | 100,00       | 14 613      | 100,00      |
| Abstention     | Abstention        | Abstention     | 5 624        | 38,49        | 6 835       | 46,77       |
| Votants        | Votants           | Votants        | 8 988        | 61,51        | 7 778       | 53,23       |
| Blancs et nuls | Blancs et nuls    | Blancs et nuls | 407          | 4,53         | 465         | 5,98        |
| Exprimés       | Exprimés          | Exprimés       | 8 581        | 95,47        | 7 313       | 94,02       |

*sortant

### Canton de Lillebonne
| Candidats      | Candidats       | Étiquette      | Premier tour | Premier tour | Second tour | Second tour |
| Candidats      | Candidats       | Étiquette      | Voix         | %            | Voix        | %           |
| -------------- | --------------- | -------------- | ------------ | ------------ | ----------- | ----------- |
|                | Paul Dhaille*   | PS             | 4 371        | 36,36        | 5 179       | 47,86       |
|                | Philippe Leroux | RPR            | 3 991        | 33,20        | 5 642       | 52,14       |
|                | Daniel Blot     | FN             | 1 248        | 10,38        |             |             |
|                | Pascal Szalek   | Verts          | 883          | 7,35         |             |             |
|                | Michel Jouvin   | GE             | 818          | 6,80         |             |             |
|                | Bernard Beux    | PCF            | 710          | 5,91         |             |             |
|                |                 |                |              |              |             |             |
| Inscrits       | Inscrits        | Inscrits       | 18 637       | 100,00       | 18 636      | 100,00      |
| Abstention     | Abstention      | Abstention     | 6 071        | 32,57        | 7 115       | 38,18       |
| Votants        | Votants         | Votants        | 12 566       | 67,43        | 11 521      | 61,82       |
| Blancs et nuls | Blancs et nuls  | Blancs et nuls | 545          | 4,34         | 700         | 6,08        |
| Exprimés       | Exprimés        | Exprimés       | 12 021       | 95,66        | 10 821      | 93,92       |

*sortant

### Canton de Londinières
| Candidats      | Candidats             | Étiquette      | Premier tour | Premier tour | Second tour | Second tour |
| Candidats      | Candidats             | Étiquette      | Voix         | %            | Voix        | %           |
| -------------- | --------------------- | -------------- | ------------ | ------------ | ----------- | ----------- |
|                | Jean-Pierre Dancourt* | DVD            | 1 158        | 42,22        | 1 461       | 49,13       |
|                | Michel Fouquet        | PS             | 1 145        | 41,74        | 1 513       | 50,87       |
|                | Jean Medieu           | PS             | 245          | 8,93         |             |             |
|                | Michel Kot            | Verts          | 139          | 5,07         |             |             |
|                | Georges Pacy          | PCF            | 56           | 2,04         |             |             |
|                |                       |                |              |              |             |             |
| Inscrits       | Inscrits              | Inscrits       | 3 818        | 100,00       | 3 817       | 100,00      |
| Abstention     | Abstention            | Abstention     | 931          | 24,38        | 753         | 19,73       |
| Votants        | Votants               | Votants        | 2 887        | 75,62        | 3 064       | 80,27       |
| Blancs et nuls | Blancs et nuls        | Blancs et nuls | 144          | 4,99         | 90          | 2,94        |
| Exprimés       | Exprimés              | Exprimés       | 2 743        | 95,01        | 2 974       | 97,06       |

*sortant

### Canton de Longueville-sur-Scie
| Candidats      | Candidats           | Étiquette      | Premier tour | Premier tour |
| Candidats      | Candidats           | Étiquette      | Voix         | %            |
| -------------- | ------------------- | -------------- | ------------ | ------------ |
|                | René Delcourt*      | UDF            | 2 078        | 54,00        |
|                | Hervé Laboulais     | PS             | 924          | 24,01        |
|                | Nicolas Leforestier | DVD            | 389          | 10,11        |
|                | Josiane Blanc       | FN             | 232          | 6,03         |
|                | Didier Marchand     | PCF            | 225          | 5,85         |
|                |                     |                |              |              |
| Inscrits       | Inscrits            | Inscrits       | 5 182        | 100,00       |
| Abstention     | Abstention          | Abstention     | 1 183        | 22,83        |
| Votants        | Votants             | Votants        | 3 999        | 77,17        |
| Blancs et nuls | Blancs et nuls      | Blancs et nuls | 151          | 3,78         |
| Exprimés       | Exprimés            | Exprimés       | 3 848        | 96,22        |

*sortant

### Canton de Maromme
| Candidats      | Candidats                | Étiquette      | Premier tour | Premier tour | Second tour | Second tour |
| Candidats      | Candidats                | Étiquette      | Voix         | %            | Voix        | %           |
| -------------- | ------------------------ | -------------- | ------------ | ------------ | ----------- | ----------- |
|                | Colette Privat*          | PCF            | 3 209        | 30,19        | 5 110       | 57,66       |
|                | Christian Becle          | PS             | 2 700        | 25,40        | Retrait     | Retrait     |
|                | Daniel Laboure           | RPR            | 2 402        | 22,60        | 3 753       | 42,34       |
|                | Jacques d'Albundo-Gorgos | FN             | 1 078        | 10,14        |             |             |
|                | Jean-Luc Gaillard        | Verts          | 632          | 5,95         |             |             |
|                | Sylvie Leballeur         | GE             | 607          | 5,71         |             |             |
|                |                          |                |              |              |             |             |
| Inscrits       | Inscrits                 | Inscrits       | 15 936       | 100,00       | 15 936      | 100,00      |
| Abstention     | Abstention               | Abstention     | 4 832        | 30,32        | 6 362       | 39,92       |
| Votants        | Votants                  | Votants        | 11 104       | 69,68        | 9 574       | 60,08       |
| Blancs et nuls | Blancs et nuls           | Blancs et nuls | 476          | 4,29         | 711         | 7,43        |
| Exprimés       | Exprimés                 | Exprimés       | 10 628       | 95,71        | 8 863       | 92,57       |

*sortant

### Canton de Mont-Saint-Aignan
| Candidats      | Candidats           | Étiquette      | Premier tour | Premier tour | Second tour | Second tour |
| Candidats      | Candidats           | Étiquette      | Voix         | %            | Voix        | %           |
| -------------- | ------------------- | -------------- | ------------ | ------------ | ----------- | ----------- |
|                | Gérard Simon*       | RPR            | 5 573        | 43,83        | 6 567       | 63,73       |
|                | Patricia Dumalanede | PS             | 2 497        | 19,64        | 3 737       | 36,27       |
|                | Colette Messein     | FN             | 1 395        | 10,97        |             |             |
|                | Vincent Lalire      | GE             | 1 220        | 9,59         |             |             |
|                | Jean-Claude Ravenel | Verts          | 1 136        | 8,93         |             |             |
|                | Annette Gallot      | PCF            | 895          | 7,04         |             |             |
|                |                     |                |              |              |             |             |
| Inscrits       | Inscrits            | Inscrits       | 20 361       | 100,00       | 20 361      | 100,00      |
| Abstention     | Abstention          | Abstention     | 7 158        | 35,16        | 9 337       | 45,86       |
| Votants        | Votants             | Votants        | 13 203       | 64,84        | 11 024      | 54,14       |
| Blancs et nuls | Blancs et nuls      | Blancs et nuls | 487          | 3,69         | 720         | 6,53        |
| Exprimés       | Exprimés            | Exprimés       | 12 716       | 96,31        | 10 304      | 93,47       |

*sortant

### Canton de Neufchâtel-en-Bray
| Candidats      | Candidats           | Étiquette      | Premier tour | Premier tour | Second tour | Second tour |
| Candidats      | Candidats           | Étiquette      | Voix         | %            | Voix        | %           |
| -------------- | ------------------- | -------------- | ------------ | ------------ | ----------- | ----------- |
|                | Jean Wattre         | UDF            | 2 627        | 43,16        | 2 828       | 48,24       |
|                | Dany Minel          | DVD            | 1 581        | 25,98        | 3 034       | 51,76       |
|                | Michel Roques       | PS             | 764          | 12,55        |             |             |
|                | Patrick Frebourg    | Verts          | 430          | 7,07         |             |             |
|                | Christiane Fiocre   | PCF            | 364          | 5,98         |             |             |
|                | Jean-Jacques Renier | FN             | 320          | 5,26         |             |             |
|                |                     |                |              |              |             |             |
| Inscrits       | Inscrits            | Inscrits       | 8 307        | 100,00       | 8 301       | 100,00      |
| Abstention     | Abstention          | Abstention     | 1 955        | 23,53        | 2 229       | 26,85       |
| Votants        | Votants             | Votants        | 6 352        | 76,47        | 6 072       | 73,15       |
| Blancs et nuls | Blancs et nuls      | Blancs et nuls | 266          | 4,19         | 210         | 3,46        |
| Exprimés       | Exprimés            | Exprimés       | 6 086        | 95,81        | 5 862       | 96,54       |

### Canton d'Ourville-en-Caux
| Candidats      | Candidats                | Étiquette      | Premier tour | Premier tour |
| Candidats      | Candidats                | Étiquette      | Voix         | %            |
| -------------- | ------------------------ | -------------- | ------------ | ------------ |
|                | André Faucon*            | UDF            | 1 432        | 61,33        |
|                | Denis Leblanc            | Verts          | 393          | 16,83        |
|                | Cyrille Mathon           | PRG            | 211          | 9,04         |
|                | Annie Fouche-Saillenfest | FN             | 197          | 8,44         |
|                | Richard Chemin           | PCF            | 102          | 4,37         |
|                |                          |                |              |              |
| Inscrits       | Inscrits                 | Inscrits       | 3 056        | 100,00       |
| Abstention     | Abstention               | Abstention     | 606          | 19,83        |
| Votants        | Votants                  | Votants        | 2 450        | 80,17        |
| Blancs et nuls | Blancs et nuls           | Blancs et nuls | 115          | 4,69         |
| Exprimés       | Exprimés                 | Exprimés       | 2 335        | 95,31        |

*sortant

### Canton de Pavilly
| Candidats      | Candidats           | Étiquette      | Premier tour | Premier tour | Second tour | Second tour |
| Candidats      | Candidats           | Étiquette      | Voix         | %            | Voix        | %           |
| -------------- | ------------------- | -------------- | ------------ | ------------ | ----------- | ----------- |
|                | Jean-Claude Bateux* | PS             | 4 522        | 32,53        | 6 048       | 49,52       |
|                | Michel Bentot       | DVG            | 4 078        | 29,33        | 6 166       | 50,48       |
|                | Marcel Barbaray     | RPR            | 2 103        | 15,13        |             |             |
|                | Jacques Hauguel     | Verts          | 1 270        | 9,13         |             |             |
|                | Pierre Adrian       | FN             | 1 199        | 8,62         |             |             |
|                | Gérard Thifagne     | PCF            | 731          | 5,26         |             |             |
|                |                     |                |              |              |             |             |
| Inscrits       | Inscrits            | Inscrits       | 19 806       | 100,00       | 19 806      | 100,00      |
| Abstention     | Abstention          | Abstention     | 5 076        | 25,63        | 6 317       | 31,89       |
| Votants        | Votants             | Votants        | 14 730       | 74,37        | 13 489      | 68,11       |
| Blancs et nuls | Blancs et nuls      | Blancs et nuls | 827          | 5,61         | 1 275       | 9,45        |
| Exprimés       | Exprimés            | Exprimés       | 13 903       | 94,39        | 12 214      | 90,55       |

*sortant

### Canton de Rouen-4
| Candidats      | Candidats          | Étiquette      | Premier tour | Premier tour | Second tour | Second tour |
| Candidats      | Candidats          | Étiquette      | Voix         | %            | Voix        | %           |
| -------------- | ------------------ | -------------- | ------------ | ------------ | ----------- | ----------- |
|                | Serge Benoist*     | UDF            | 1 916        | 49,02        | 2 216       | 67,36       |
|                | Philippe Bellaloum | PS             | 740          | 18,93        | 1 074       | 32,64       |
|                | Catherine Lebailly | Verts          | 557          | 14,25        |             |             |
|                | Jean Alexandre     | FN             | 439          | 11,23        |             |             |
|                | Corine Girard      | PCF            | 257          | 6,57         |             |             |
|                |                    |                |              |              |             |             |
| Inscrits       | Inscrits           | Inscrits       | 5 942        | 100,00       | 5 942       | 100,00      |
| Abstention     | Abstention         | Abstention     | 1 897        | 31,93        | 2 431       | 40,91       |
| Votants        | Votants            | Votants        | 4 045        | 68,07        | 3 511       | 59,09       |
| Blancs et nuls | Blancs et nuls     | Blancs et nuls | 136          | 3,36         | 221         | 6,29        |
| Exprimés       | Exprimés           | Exprimés       | 3 909        | 96,64        | 3 290       | 93,71       |

*sortant

### Canton de Rouen-5
| Candidats      | Candidats          | Étiquette      | Premier tour | Premier tour | Second tour | Second tour |
| Candidats      | Candidats          | Étiquette      | Voix         | %            | Voix        | %           |
| -------------- | ------------------ | -------------- | ------------ | ------------ | ----------- | ----------- |
|                | Raymonde Bestaux*  | UDF            | 1 943        | 36,50        | 2 240       | 48,58       |
|                | Philippe Lescene   | PS             | 1 102        | 20,70        | 1 585       | 34,37       |
|                | Guillaume de Tarle | FN             | 902          | 16,94        | 786         | 17,05       |
|                | René Pergent       | Verts          | 610          | 11,46        |             |             |
|                | Martine Etienne    | PCF            | 388          | 7,29         |             |             |
|                | Tanguy Le Breton   | DVD            | 314          | 5,90         |             |             |
|                | Kaci Mouhou        | PS             | 65           | 1,22         |             |             |
|                |                    |                |              |              |             |             |
| Inscrits       | Inscrits           | Inscrits       | 8 293        | 100,00       | 8 293       | 100,00      |
| Abstention     | Abstention         | Abstention     | 2 777        | 33,49        | 3 504       | 42,25       |
| Votants        | Votants            | Votants        | 5 516        | 66,51        | 4 789       | 57,75       |
| Blancs et nuls | Blancs et nuls     | Blancs et nuls | 192          | 3,48         | 178         | 3,72        |
| Exprimés       | Exprimés           | Exprimés       | 5 324        | 96,52        | 4 611       | 96,28       |

*sortant

### Canton de Rouen-6
| Candidats      | Candidats       | Étiquette      | Premier tour | Premier tour | Second tour | Second tour |
| Candidats      | Candidats       | Étiquette      | Voix         | %            | Voix        | %           |
| -------------- | --------------- | -------------- | ------------ | ------------ | ----------- | ----------- |
|                | Michel Guez*    | UDF            | 2 445        | 36,70        | 2 564       | 46,81       |
|                | Robert Foubert  | PS             | 1 456        | 21,85        | 1 701       | 31,05       |
|                | Patrick Dupin   | Verts          | 1 200        | 18,01        | 1 213       | 22,14       |
|                | Gilles Pennelle | FN             | 935          | 14,03        |             |             |
|                | Didier Chartier | PCF            | 627          | 9,41         |             |             |
|                |                 |                |              |              |             |             |
| Inscrits       | Inscrits        | Inscrits       | 10 504       | 100,00       | 10 504      | 100,00      |
| Abstention     | Abstention      | Abstention     | 3 528        | 33,59        | 4 696       | 44,71       |
| Votants        | Votants         | Votants        | 6 976        | 66,41        | 5 808       | 55,29       |
| Blancs et nuls | Blancs et nuls  | Blancs et nuls | 313          | 4,49         | 330         | 5,68        |
| Exprimés       | Exprimés        | Exprimés       | 6 663        | 95,51        | 5 478       | 94,32       |

*sortant

### Canton de Rouen-7
| Candidats      | Candidats          | Étiquette      | Premier tour | Premier tour | Second tour | Second tour |
| Candidats      | Candidats          | Étiquette      | Voix         | %            | Voix        | %           |
| -------------- | ------------------ | -------------- | ------------ | ------------ | ----------- | ----------- |
|                | Jeanine Bonvoisin* | UDF            | 2 012        | 38,35        | 2 303       | 51,13       |
|                | Michel Bérégovoy   | PS             | 1 296        | 24,70        | 1 436       | 31,88       |
|                | Jean-Pierre Girod  | Verts          | 874          | 16,66        | 765         | 16,98       |
|                | Michel Vallet      | FN             | 713          | 13,59        |             |             |
|                | Pierre Duclos      | PCF            | 352          | 6,71         |             |             |
|                |                    |                |              |              |             |             |
| Inscrits       | Inscrits           | Inscrits       | 7 890        | 100,00       | 7 890       | 100,00      |
| Abstention     | Abstention         | Abstention     | 2 471        | 31,32        | 3 198       | 40,53       |
| Votants        | Votants            | Votants        | 5 419        | 68,68        | 4 692       | 59,47       |
| Blancs et nuls | Blancs et nuls     | Blancs et nuls | 172          | 3,17         | 188         | 4,01        |
| Exprimés       | Exprimés           | Exprimés       | 5 247        | 96,83        | 4 504       | 95,99       |

*sortant

### Canton de Saint-Étienne-du-Rouvray
| Candidats      | Candidats      | Étiquette      | Premier tour | Premier tour | Second tour | Second tour |
| Candidats      | Candidats      | Étiquette      | Voix         | %            | Voix        | %           |
| -------------- | -------------- | -------------- | ------------ | ------------ | ----------- | ----------- |
|                | Pierre Trehet* | PCF            | 3 723        | 39,17        | 4 963       | 65,81       |
|                | Bruno Kern     | PS             | 1 821        | 19,16        | Retrait     | Retrait     |
|                | Eric Lemaire   | UDF            | 1 491        | 15,69        | 2 578       | 34,19       |
|                | Béatrice Gosse | FN             | 1 336        | 14,06        |             |             |
|                | Jacques Robin  | Verts          | 1 134        | 11,93        |             |             |
|                |                |                |              |              |             |             |
| Inscrits       | Inscrits       | Inscrits       | 14 486       | 100,00       | 14 486      | 100,00      |
| Abstention     | Abstention     | Abstention     | 4 536        | 31,31        | 6 188       | 42,72       |
| Votants        | Votants        | Votants        | 9 950        | 68,69        | 8 298       | 57,28       |
| Blancs et nuls | Blancs et nuls | Blancs et nuls | 445          | 4,47         | 757         | 9,12        |
| Exprimés       | Exprimés       | Exprimés       | 9 505        | 95,53        | 7 541       | 90,88       |

*sortant

### Canton de Saint-Valery-en-Caux
| Candidats      | Candidats               | Étiquette      | Premier tour | Premier tour |
| Candidats      | Candidats               | Étiquette      | Voix         | %            |
| -------------- | ----------------------- | -------------- | ------------ | ------------ |
|                | Jacques Couture*        | UDF            | 2 543        | 57,53        |
|                | Annie Martin            | PS             | 809          | 18,30        |
|                | Bernard Baillieul       | GE             | 429          | 9,71         |
|                | Anne-Catherine Collette | FN             | 383          | 8,67         |
|                | Bernard Nigita          | PCF            | 256          | 5,79         |
|                |                         |                |              |              |
| Inscrits       | Inscrits                | Inscrits       | 6 250        | 100,00       |
| Abstention     | Abstention              | Abstention     | 1 614        | 25,82        |
| Votants        | Votants                 | Votants        | 4 636        | 74,18        |
| Blancs et nuls | Blancs et nuls          | Blancs et nuls | 216          | 4,66         |
| Exprimés       | Exprimés                | Exprimés       | 4 420        | 95,34        |

*sortant

### Canton de Sotteville-lès-Rouen-Ouest
| Candidats      | Candidats            | Étiquette      | Premier tour | Premier tour | Second tour | Second tour |
| Candidats      | Candidats            | Étiquette      | Voix         | %            | Voix        | %           |
| -------------- | -------------------- | -------------- | ------------ | ------------ | ----------- | ----------- |
|                | Luce Pane            | PS             | 2 418        | 26,85        | 3 369       | 44,55       |
|                | Serge Cramoisan      | UDF            | 2 264        | 25,14        | 4 194       | 55,45       |
|                | Jacques Cariou       | Verts          | 1 311        | 14,56        |             |             |
|                | Dominique Hardy      | PCF            | 1 026        | 11,39        |             |             |
|                | Dominique Zurcher    | FN             | 1 026        | 11,39        |             |             |
|                | Jean-Pierre Dubocage | RPR            | 960          | 10,66        |             |             |
|                |                      |                |              |              |             |             |
| Inscrits       | Inscrits             | Inscrits       | 13 552       | 100,00       | 13 502      | 100,00      |
| Abstention     | Abstention           | Abstention     | 4 027        | 29,72        | 5 116       | 37,89       |
| Votants        | Votants              | Votants        | 9 525        | 70,28        | 8 386       | 62,11       |
| Blancs et nuls | Blancs et nuls       | Blancs et nuls | 520          | 5,46         | 823         | 9,81        |
| Exprimés       | Exprimés             | Exprimés       | 9 005        | 94,54        | 7 563       | 90,19       |

### Canton de Tôtes
| Candidats      | Candidats              | Étiquette      | Premier tour | Premier tour |
| Candidats      | Candidats              | Étiquette      | Voix         | %            |
| -------------- | ---------------------- | -------------- | ------------ | ------------ |
|                | Michel Benet*          | UDF            | 3 125        | 52,89        |
|                | Jean-Pierre Valognes   | PS             | 1 196        | 20,24        |
|                | Chantal Furon-Bataille | DVD            | 1 028        | 17,40        |
|                | Alix Loisel            | FN             | 341          | 5,77         |
|                | Dominique Delahaye     | PCF            | 218          | 3,69         |
|                |                        |                |              |              |
| Inscrits       | Inscrits               | Inscrits       | 7 924        | 100,00       |
| Abstention     | Abstention             | Abstention     | 1 721        | 21,72        |
| Votants        | Votants                | Votants        | 6 203        | 78,28        |
| Blancs et nuls | Blancs et nuls         | Blancs et nuls | 295          | 4,76         |
| Exprimés       | Exprimés               | Exprimés       | 5 908        | 95,24        |

*sortant

### Canton de Valmont
| Candidats      | Candidats           | Étiquette      | Premier tour | Premier tour |
| Candidats      | Candidats           | Étiquette      | Voix         | %            |
| -------------- | ------------------- | -------------- | ------------ | ------------ |
|                | Robert Grèverie*    | UDF            | 2 834        | 56,84        |
|                | Roger Lebair        | PS             | 1 484        | 29,76        |
|                | Alain Gauthier      | FN             | 398          | 7,98         |
|                | Jean-Claude Breteau | PCF            | 270          | 5,42         |
|                |                     |                |              |              |
| Inscrits       | Inscrits            | Inscrits       | 7 296        | 100,00       |
| Abstention     | Abstention          | Abstention     | 1 943        | 26,63        |
| Votants        | Votants             | Votants        | 5 353        | 73,37        |
| Blancs et nuls | Blancs et nuls      | Blancs et nuls | 367          | 6,86         |
| Exprimés       | Exprimés            | Exprimés       | 4 986        | 93,14        |

*sortant